# Anicetus aligarhensis
Anicetus aligarhensis är en stekelart som beskrevs av Hayat, Alam och Agarwal 1975. Anicetus aligarhensis ingår i släktet Anicetus och familjen sköldlussteklar. Inga underarter finns listade i Catalogue of Life.